# Bel-Ami (film, 1955)
Pour les articles homonymes, voir Bel-Ami (homonymie).
Pour plus de détails, voir Fiche technique et Distribution.
Bel Ami est un film français (en coproduction avec l'Autriche et l'Allemagne de l'Est) réalisé par Louis Daquin, sorti en 1955, adaptation du roman Bel-Ami de Guy de Maupassant.
Parallèlement au film en français, Daquin a réalisé une version en allemand, avec les mêmes techniciens, mais avec des comédiens autrichiens et germaniques,.

## Synopsis
Dans le Paris des années 1880, le cynique Georges Duroy se sert de son charme pour faire carrière, en séduisant les femmes.

## Fiche technique
Sauf indication contraire, les informations mentionnées dans cette section peuvent être confirmées par la base de données cinématographiques IMDb,  présente dans la section « Liens externes ».
- Titre : Bel Ami
- Réalisation : Louis Daquin
- Scénario : Louis Daquin, Vladimir Pozner, Roger Vailland (dialogue), d'après Bel-Ami de Guy de Maupassant
- Décors : Léon Barsacq, Leo Metzenbauer
- Costumes : André Bakst
- Photographie : Nicolas Hayer
- Montage : Leontine Klicka
- Musique : Hanns Eisler
- Production : André Cultet, Oskar Glück
- Société de production : Les Films Malesherbes (France), Kleber Film (Allemagne de l'Est), Projektograph Film (Autriche)
- Pays d'origine :  France -  Allemagne de l'Est -  Autriche
- Tournage : mai-juillet 1954
- Format : Couleurs - 1,37:1 - Mono - 35 mm
- Genre : Comédie sociale et historique
- Durée : 85 minutes
- Dates de sortie :
  - Autriche : 19 avril 1955 en Autriche ;
  - Allemagne de l'Est : 8 février 1957
  - France : 3 avril 1957, après deux ans d'interdiction et trois séries de coupures.
- Affiches : René Lefèbvre, Jean Mascii (France)

## Distribution
Version française
- Jean Danet : Georges Duroy dit Bel Ami
- Anne Vernon : Clothilde de Marelle
- Renée Faure : Madeleine Forestier
- René Lefèvre : le banquier Walter
- Jean-Roger Caussimon : Charles Forestier
- Christl Mardayn : Mme Walter
- Jacqueline Duc : Rachel
- Maria Emo : Suzanne Walter
- Lukas Ammann (de) : le ministre Laroche-Mathieu
- Egon von Jordan : le journaliste Saint-Potin

Version allemande
- Johannes Heesters : Georges Duroy dit Bel Ami
- Gretl Schörg : Clotilde de Marelle
- Marianne Schönauer : Madeleine Forestier
- René Lefèvre : le banquier Walter
- Jean-Roger Caussimon : Charles Forestier
- Christl Mardayn : Mme Walter
- Jacqueline Duc : Rachel
- Maria Emo : Suzanne Walter
- Lukas Ammann (de) : le ministre Laroche-Mathieu
- Egon von Jordan : le journaliste Saint Potin
- Karl Fochler (de)
- Antje Weisgerber (de)

## Sortie et censure
Le film a été successivement interdit de diffusion en 1954, 1955 et 1956. André Morice, ministre de l'industrie et du commerce du gouvernement Edgar Faure, a exigé l'interdiction totale du film contre l'avis de la commission de contrôle qui autorisait l'exploitation du film après coupures le 9 février 1955. La raison évoquée était que le film avait été tourné en Autriche sous occupation soviétique avec des capitaux autrichiens, et qu'il était donc un film étranger.
Le film sort donc en Autriche le 19 avril 1955, en Hongrie le 5 juillet 1956 et en Allemagne de l'Est le 8 février 1957 avant de finalement sortir France en juillet 1957, dans une version mutilée.

## Accueil critique
« L'ironie doucement féroce de Maupassant se retrouve dans le montage de Daquin qui n'épargne guère les « personnalités en place ». Même si la forme en est comique, et même si l'œuvre de Maupassant a pris avec le temps un certain caractère classique, on ne peut que déconseiller la vision d'un film où aucun des personnages n'est simplement honnête, où aucune valeur n'est montrée qui ne soit profanée ou tournée en dérision. »

— Répertoire des films 1958 - Centrale catholique du cinéma